# 射水平野

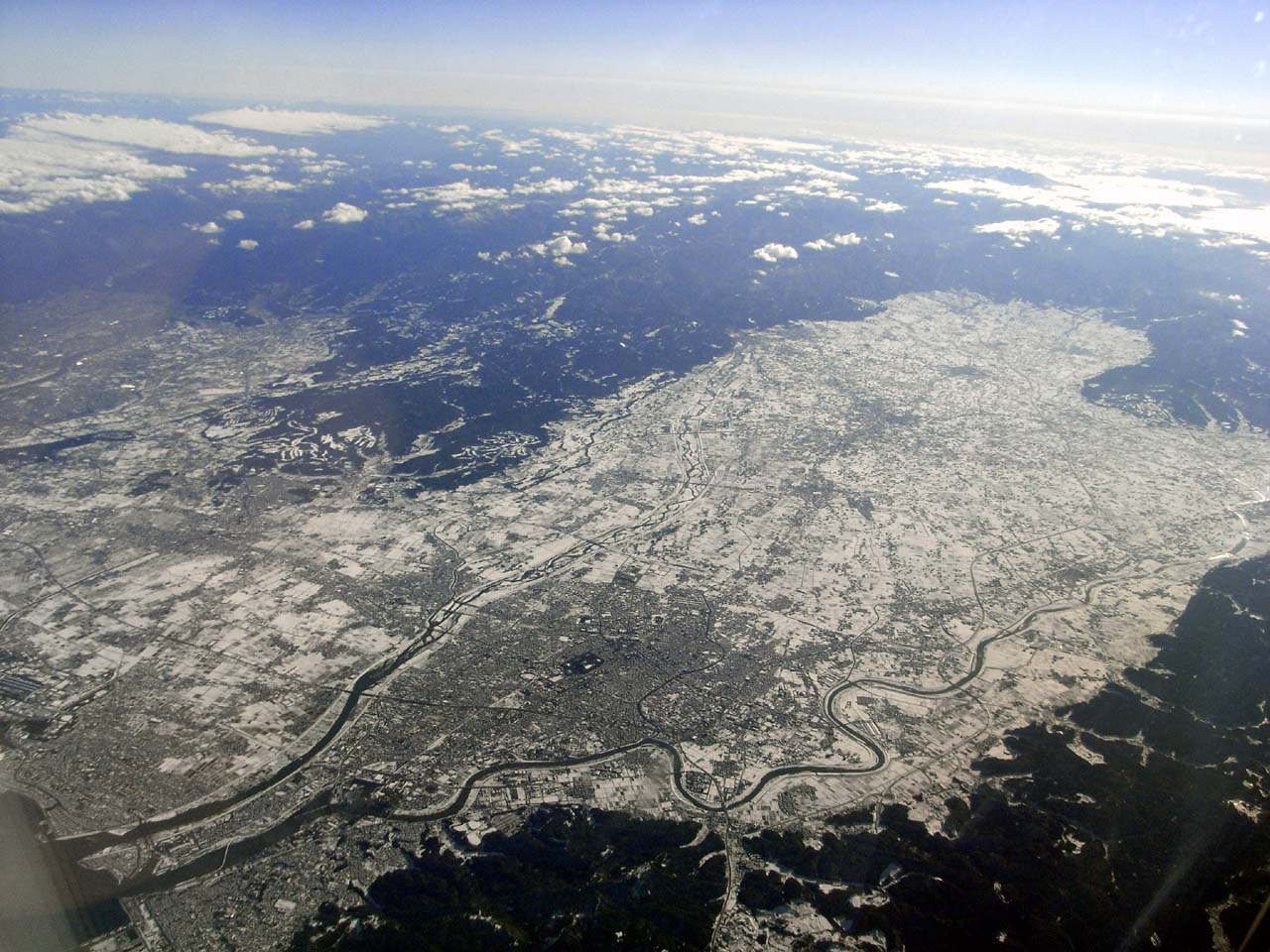
富山平野西部。写真下方（北方）が射水平野

射水平野（いみずへいや）は、富山県西部の沖積平野。富山平野のうち北西部の小矢部川及び庄川下流域を指す。射水低地及び射水デルタなどと言われることもある。

## 地理
広義の富山平野のうち呉羽丘陵（呉羽山丘陵）の西側にある平野で、庄川のつくる扇状地部を砺波平野と呼ぶのに対し、海岸部の三角州性低地を射水平野と呼ぶ。
射水平野はおおむね旧射水郡の領域、砺波平野はおおむね旧礪波郡の領域にあたる。平野内に高岡市と射水市の2つの市があり、射水市は南部を除く大部分が射水平野の中にある。
かつては放生津潟という潟湖があった低湿地帯である。射水平野の末端である北代地区の遺跡に縄文時代の住居跡が見られることから、約6000年前の縄文海進時には海が広がっていたものが、砂丘の発達で潟湖となり、それが干上がってできた潟埋積平野であるとされている。ただし泥層部は少なく主に砂礫層となっている。

## 利用
射水平野は全体的に低平で水はけが悪く、かつては湿田が広がっていた。しかし土地改良での排水機関の整備により乾田になっている。また、商業化はされていないものの天然ガスが噴出する地帯でもある。

## 平野内の自治体
- 射水市
- 高岡市